# 800
Cette page concerne l'année 800  du calendrier julien. Pour l'année 800 av. J.-C., voir 800 av. J.-C. Pour le nombre 800, voir 800 (nombre).
Pour l’article ayant un titre homophone, voir Wissant.
L'année 800 est une année séculaire et une année bissextile qui commence un mercredi.

## Événements
- Mars : Charlemagne organise la défense sur les côtes de l'Atlantique et de la Manche contre les raids des Vikings[1].
- 19 avril : Charlemagne célèbre Pâques à l'abbaye de Saint-Riquier[2].
- 8 juillet : en Ifriqya (Tunisie), Ibrahim ibn al-Aghlab, émir de Kairouan (800-812), fonde la dynastie des Aghlabides (fin en 909)[3]. Elle dépend de Bagdad à qui elle verse une redevance annuelle. Comme il se méfie des troupes arabes, al-Aghlab se constitue une garde personnelle d’esclaves noirs.
- Août : Charlemagne tient une assemblée générale à Mayence avant de partir pour l'Italie (Ravenne, puis Rome)[2].
- 15 septembre : première mention du nom de la Castille[4].
- 24 novembre : Charlemagne revient à Rome pour compléter l'examen des crimes dont le pape Léon III est accusé[5].
- 15 décembre : c'est Charlemagne lui-même qui préside l'assemblée du concile réuni dans la basilique du Vatican, s’érigeant en juge du pape[6].
- 23 décembre : Léon III, à la demande de Charlemagne, prononce un serment purgatoire, jurant qu’il n’a « ni perpétré, ni ordonné de perpétrer les choses criminelles et scélérates qu’on lui reproche »[7]. L’empire d’Occident est rétabli par le concile.
- 25 décembre : couronnement de Charlemagne, empereur d'Occident : fondation de l'Empire carolingien. Charlemagne, roi des Francs, est sacré empereur d'Occident dans la Basilique Saint-Pierre de Rome, par le pape Léon III, puis acclamé par la foule. Le pape s’agenouille devant le nouvel empereur[8]. Charles le Jeune, fils aîné de Charlemagne, est couronné le même jour roi de Neustrie. Selon son biographe Eginhard, Charlemagne sort furieux de cette cérémonie : en couronnant d’abord Charlemagne avant les acclamations, Léon III affirme que tout pouvoir vient de Dieu, par son intermédiaire, et non du peuple. Charlemagne reste à Rome jusqu’à Pâques 801, affirmant clairement sa souveraineté sur la Ville Éternelle.
- Décembre : le patriarche de Jérusalem reconnaît Charlemagne comme le protecteur des Lieux Saints et lui remet les clés du Saint-Sépulcre[9].

- Expédition de Louis le Pieux en Catalogne. Malgré ses promesses (797), l'émir de Barcelone Zeïd ferme les portes de la ville aux Francs. Comme ils n'ont pas de forces suffisantes pour l'attaquer, ils se tournent sur Lérida, qui est mise à sac, puis vont ravager les environs de Huesca[8].

## Naissances en 800
- Jean Scot Érigène[10].
- Nominoë, premier roi de toute la Bretagne[10].
- date incertaine (vers 800) : Al-Abbâs ibn Saïd al-Jaouharî, mathématicien arabe.

## Décès en 800
- 13 avril : Paul Diacre.
- 3 juin : Staurakios, eunuque byzantin[11].
- 4 juin : Luitgarde d'Alémanie[2].